# Saragosa
Saragosa è una comunità non incorporata della contea di Reeves, Texas, Stati Uniti. Secondo l'Handbook of Texas, la comunità aveva una popolazione stimata di 185 abitanti nel 2000.
Anche se non è incorporata, Saragosa ha un ufficio postale, con lo ZIP code 79780.

## Geografia fisica
Saragosa si trova all'incrocio tra la State Highway 17 e la FM 1215, a circa due miglia a nord della Interstate 10 nella parte sud-orientale della contea di Reeves.

## Storia
La comunità fu fondata nel 1880 quando quindici famiglie si stabilirono lungo il Toyah Creek. Antonio Matta costruì il suo quartier generale per il ranch di cavalli nell'area. Un ufficio postale fu aperto nel 1884, ma chiuse nel 1891. L'ufficio postale fu riaperto nel 1900. Nel 1909, il piano per Saragosa fu depositato presso il tribunale della contea di Reeves. Con l'arrivo della Pecos Valley Southern Railroad due anni più tardi, Saragosa divenne un punto di spedizione per erba medica, cotone e frutta. Nel 1925, la comunità aveva una popolazione di circa 25 abitanti. Questo numero salì a 150 nel 1931, ma presto scese a circa 25 a metà degli anni 1930. Nel 1938, il distretto scolastico di Saragosa venne confluito in quello della vicina Pecos. Per tutti gli anni 1940, la comunità ospitava quattro aziende e sessanta residenti. Alla fine degli anni 1950, a Saragosa, c'erano nove aziende. La popolazione raggiunse il picco di circa 380 abitanti nel 1960. Nel 1968, la Saragosa Elementary School fu chiusa e gli studenti furono trasferiti in una scuola elementare a Pecos. La popolazione era di 173 abitanti nel 1970 e salì leggermente a 183 alla fine degli anni 1980, dove rimase relativamente stabile durante il resto del XX secolo.

## Cultura

### Istruzione
L'educazione pubblica nella comunità di Saragosa è fornita dal Pecos-Barstow-Toyah Independent School District.